# Saint Vincent och Grenadinerna i olympiska sommarspelen 1992
Saint Vincent och Grenadinerna deltog i de olympiska sommarspelen 1992 med en trupp bestående av sex deltagare, fyra män och två kvinnor, men ingen av landets deltagare erövrade någon medalj.

## Friidrott
Herrarnas 800 meter
- Eversley Linley

Herrarnas 4 x 400 meter stafett
- Lenford O'Garro, Michael Williams, Eversley Linley och  Eswort Coombs
  - Heat — 3:10,21 (→ gick inte vidare)

Damernas 100 meter
- Gail Prescod

Damernas 1 500 meter
- Bigna Samuel